# Davide Cesini
Davide Cesini (Chiaravalle, 27 febbraio 1988) è un pallanuotista italiano, centrovasca della Rari Nantes Imperia.